# Euopius
Euopius is een geslacht van insecten uit de orde vliesvleugeligen (Hymenoptera) en de familie schildwespen (Braconidae).

## Soorten
- E. abnormicornis (Fischer, 1965)
- E. albipalpus (Fischer, 1965)
- E. altriceps (Fischer, 1965)
- E. analis (Fischer, 1965)
- E. aulonotoides Fischer, 1979
- E. bachmayeri Fischer, 1979
- E. basiarmatus Fischer, 1969
- E. bennetti (Fischer, 1967)
- E. completus Fischer, 1969
- E. cubitalis (Fischer, 1965)
- E. curviscutum Fischer, 1988
- E. christophori Fischer, 1978
- E. efis Fischer, 1980
- E. elaris Fischer, 1980
- E. encoensis Fischer, 1969
- E. foveolaris Fischer, 1967
- E. grenadanus (Fischer, 1967)
- E. inaequalis (Fischer, 1967)
- E. jacobsoni (Fischer, 1966)
- E. kasyi Fischer, 1988
- E. lagofrioensis (Fischer, 1964)
- E. lamellatus Fischer, 1980
- E. lombokensis Fischer, 2000
- E. lossis Fischer, 1980
- E. macrops (Fischer, 1965)
- E. maximiliani Fischer, 1969
- E. milvus Papp, 1985
- E. nabirensis Fischer, 1971
- E. normalus Fischer, 1969
- E. otwayensis (Fischer, 1988)
- E. paganus Fischer, 1969
- E. pilatus Fischer, 1988
- E. pocalis Fischer, 1988
- E. pygmosoma Fischer, 1969
- E. quisus Fischer, 1980
- E. recurrentis Fischer, 1967
- E. rugificus Fischer, 1969
- E. sculpturatus Weng & Chen, 2005
- E. scutellaris Fischer, 1967
- E. simplificatus Fischer, 1967
- E. tambourinicus Fischer, 1988